# Racionalni agent
Racionalni agent ili racionalno biće je osoba ili entitet koji uvek ima za cilj da izvrši optimalne radnje na osnovu datih premisa i informacija. Racionalni agent može biti bilo šta što donosi odluke, obično osoba, firma, mašina ili softver.
Koncept racionalnih agenata može se naći u različitim disciplinama kao što su veštačka inteligencija, kognitivna nauka, teorija odlučivanja, ekonomija, etika, teorija igara i proučavanje praktičnog razuma.

## Veštačka inteligencija
Veštačka inteligencija je pozajmila termin „racionalni agenti“ iz ekonomije da opiše autonomne programe koji su sposobni za ponašanje usmereno ka cilju. Danas postoji značajno preklapanje između istraživanja VI, teorije igara i teorije odlučivanja. Racionalni agenti u VI su blisko povezani sa inteligentnim agentima, autonomnim softverskim programima koji pokazuju inteligenciju.

## Literatura
- Osborne, Martin J.; Rubinstein, Ariel (2001), A Course in Game Theory, Cambridge, Massachusetts: MIT Press, стр. 4, ISBN 0-262-65040-1
- Veblen, Thorseien (1994), Theory of the Leisure Class
- Russell, Stuart J.; Norvig, Peter (2003), Artificial Intelligence: A Modern Approach (2nd изд.), Upper Saddle River, New Jersey: Prentice Hall, ISBN 0-13-790395-2